# Iwierzyce
Iwierzyce è un comune rurale polacco del distretto di Ropczyce-Sędziszów, nel voivodato della Precarpazia.
Ricopre una superficie di 65,58 km² e nel 2004 contava 7 331 abitanti.